# Сантьягу-Майор (Бежа)
Сантьягу-Майор (порт.  Santiago Maior) — фрегезия (район) в муниципалитете Бежа округа Бежа в Португалии. Территория — 42,59 км². Население — 7855 жителей. Плотность населения — 184,4 чел/км².